# Jo van den Berg
Jo van den Berg (* 15. März 1953 in Brüssel), auch bekannt als Jo Francis, ist ein belgischer Fotograf und Regisseur.

## Leben
Jo van den Berg studierte von 1971 bis 1973 an der Polytechnischen Foto- und Filmfachschule „NARAFI“ in Brüssel. Zwischen 1973 und 1975 arbeitete er als Assistent bei renommierten Fotografen in Brüssel, London und Amsterdam. 1976 und 1977 war er Juniorfotograf bei Reinhart Wolf in Hamburg. 1978 gründete er ebenda ein eigenes Atelier und ist hauptsächlich in Deutschland für Magazine wie den Stern, Geo,  den Spiegel, Fit for Fun oder Elle tätig.
2008 befasste er sich mit den Werken  von Leonardo da Vinci. Inspiriert durch das Thema „Synästhesie von Duft und Licht“ und den Begriff  „Scent of Light“, erstellte van den Berg da Vincis „Das letzte Abendmahl“ als Hommage an den Großmeister der Bildkonzeption. Er setzte dabei eine Frau – als Parfümeurin – als zentrale Figur unter zwölf Apostel, die ihr Duftproben anbieten. Das aufwendig gestaltete Bild ist reich an Details. Die von der Stylistin Gela Kiesewetter, kunstvoll arrangierten Stills auf der Tafel repräsentieren die Duftrichtungen von Parfumkreationen. Auch in der Gestaltung finden sich diverse Symbole: der blaue Schmetterling in der Hand eines Apostels steht für die Leichtigkeit und die Poesie von Duft, der Skarabäus auf der rechten Seite deutet auf die Ewiglichkeit von Düften. Die Judas-Figur hält ein Bund frischer Maiglöckchen in der Hand; ein Symbol für ewige Jugend. Die Aufnahme wurde vor einem sogenannten Greenscreen gemacht, um hinterher digital die Raumgestaltung generieren zu können.
Seit 2019 lebt Jo van den Berg mit seiner Partnerin auf Mallorca und widmet sich nur noch der Literatur sowie der Wort-Bild Liaison, die er vorwiegend auf Instagram publiziert.

## Auszeichnungen
Van den Bergs Arbeiten wurden unter anderem mit dem Black & White Spider Awards ausgezeichnet. Einige seiner Fotografien wurden in die internationale Polaroid-Galerie, in die FC Gundlach Stiftung, und in die Fotosammlung des Museums für Kunst und Gewerbe in Hamburg aufgenommen. Für Anzeigen hat er internationale Anerkennung erhalten und wurde unter anderem in die Liste der 200 Best Add Photographers Worldwide aufgenommen, Auch seine Food-Arbeiten sind vom Art Director’s Club ausgezeichnet worden.
2008 wurde er vom NBVD Verlag unter „Deutschlands beste Fotografen“ ausgewählt.

## Arbeiten in der Literatur
- Traumhafte Torten (Cadmos Verlag, ISBN 3840470080)
- Das große Steakbuch (Hoffmann und Campe Verlag)
- Parfum Edition 2009 (Ebner Verlag)
- Das große Buch der Vitamine (Fit for Fun)
- Das große Buch der Diäten (Fit for Fun)
- Entschleunigung (Jubiläumsbuch Montblanc)
- Die Kunst der Konditoren (Zabert Sandmann)
- Gesund Ernähren (Stern Magazin / Gruner & Jahr Verlag)